# Cynorkis stenoglossa
Cynorkis stenoglossa là một loài thực vật có hoa trong họ Lan. Loài này được Kraenzl. mô tả khoa học đầu tiên năm 1893.